# 名倉栞
名倉 栞（なぐら しおり、1893年11月23日 - 1953年11月7日）は、日本の陸軍軍人。最終階級は陸軍中将。

## 経歴
東京出身。1914年（大正3年）5月、陸軍士官学校（26期）を卒業。同年12月、歩兵少尉任官。1924年（大正13年）11月、陸軍大学校（36期）を卒業。陸軍歩兵学校に配属。
1938年（昭和13年）3月、歩兵大佐に昇進し独立歩兵第1連隊長に就任。同年10月、第19師団参謀長に転じた。1940年（昭和15年）12月、陸軍少将に進級し公主嶺陸軍戦車学校幹事となる。関東軍付を経て、1941年（昭和16年）10月、第20軍参謀長に就任し太平洋戦争を迎えた。
1942年（昭和17年）9月、公主嶺戦車学校長となり、同年11月、同校が四平陸軍戦車学校と改称後も引き続き校長を務める。1943年（昭和18年）3月、教導戦車旅団長を兼務。1944年（昭和19年）6月、陸軍中将に進んだ。同年7月、戦車第4師団長に親補され、千葉県において本土決戦の準備中に終戦を迎えた。1945年（昭和20年）8月12日に戦車第4師団長を退くが、同月16日、再び戦車第4師団長に発令され戦後の処理に当った。
1947年（昭和22年）11月28日、公職追放仮指定を受けた。